# Kesha/Auszeichnungen für Musikverkäufe

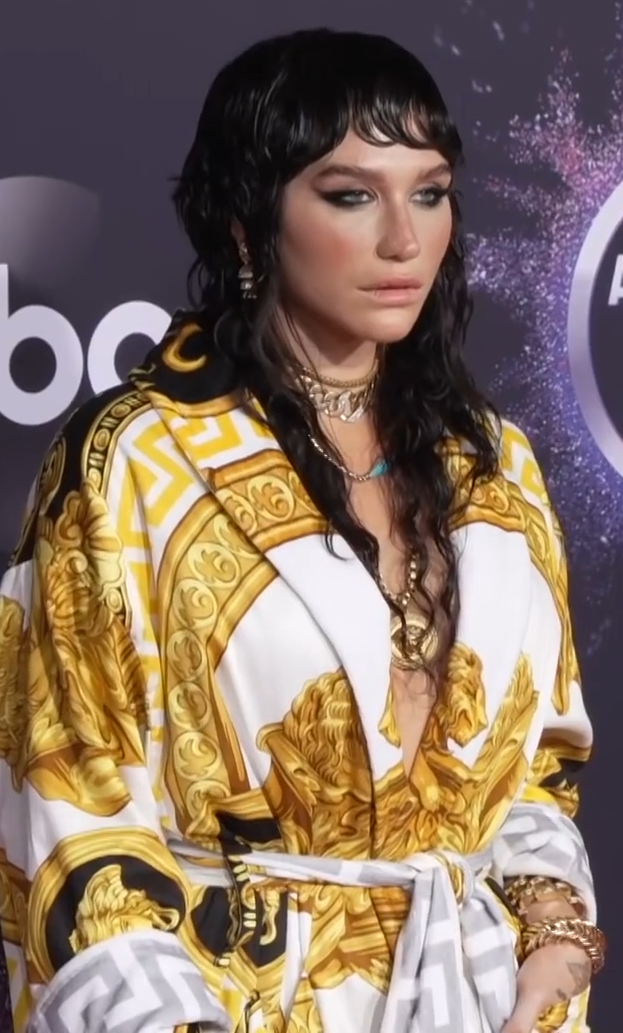
Ke$ha (2019)

Dies ist eine Übersicht über die Auszeichnungen für Musikverkäufe der US-amerikanischen Popsängerin und Rapperin Ke$ha. Die Auszeichnungen finden sich nach ihrer Art (Gold, Platin usw.), nach Staaten getrennt in chronologischer Reihenfolge, geordnet sowie nach den Tonträgern selbst, ebenfalls in chronologischer Reihenfolge, getrennt nach Medium (Alben, Singles usw.), wieder.

## Auszeichnungen
| - Vereinigtes Königreich - 2013: für die Single Dirty Picture - 2015: für die Single My First Kiss - 2017: für die Single Blah Blah Blah - 2017: für die Autorenbeteiligung Till the World Ends (Britney Spears) - 2021: für die Single Good Old Days - 2022: für die Single Blow - Australien - 2008: für die Autorenbeteiligung This Love (The Veronicas) - 2010: für die Single Dirty Picture - Belgien - 2011: für die Autorenbeteiligung Till the World Ends (Britney Spears) - 2014: für die Single Timber - Brasilien - 2024: für die Single Body Talks - Dänemark - 2011: für die Autorenbeteiligung Till the World Ends (Britney Spears) - 2014: für die Single Timber - 2022: für das Album Animal - Deutschland - 2011: für das Album Animal - 2014: für die Single Die Young - 2023: für die Single We R Who We R - Finnland - 2009: für die Single Right Round - 2010: für die Single Tik Tok - Frankreich - 2010: für das Album Animal - 2010: für die Single Tik Tok - 2018: für die Single Timber - 2022: für die Single Good Old Days - Irland - 2010: für das Album Animal - Italien - 2011: für die Autorenbeteiligung Till the World Ends (Britney Spears) - 2013: für die Single We R Who We R - 2019: für die Single Good Old Days - 2025: für das Album Animal - Japan - 2010: für das Album Animal - 2010: für die Single Tik Tok (Mobile Downloads) - 2014: für die Single Right Round (Digital) - 2014: für die Single Timber (Digital) - 2023: für das Streaming Timber - Kanada - 2017: für das Album Rainbow - Mexiko - 2012: für die Single We R Who We R - 2011: für die Autorenbeteiligung Till the World Ends (Britney Spears) - Neuseeland - 2010: für die Single Blah Blah Blah - 2010: für die Single Take It Off - 2010: für die Single Your Love Is My Drug - 2011: für die Single Dirty Picture - 2011: für die Single Blow - 2011: für die Autorenbeteiligung Till the World Ends (Britney Spears) - 2015: für die Single C’mon - 2020: für das Album Rainbow - 2020: für das Album Warrior - Niederlande - 2018: für die Single Good Old Days - Österreich - 2009: für die Single Right Round - 2010: für das Album Animal - Polen - 2012: für das Album Animal - Schweden - 2010: für die Single Your Love Is My Drug - 2011: für die Single Blah Blah Blah - 2011: für die Single Take It Off - Schweiz - 2011: für die Autorenbeteiligung Till the World Ends (Britney Spears) - Spanien - 2009: für die Single Right Round - 2024: für die Single Die Young - Vereinigte Staaten - 2009: für den Mastertone Right Round - 2010: für die Single My First Kiss - 2018: für das Lied Dinosaur - 2018: für die Single Sleazy - 2024: für die Single Raising Hell - 2024: für die Single Learn to Let Go - 2024: für das Lied Kiss N Tell - 2024: für das Lied Grow a Pear - 2024: für die Single Animal - 2024: für die Single Backstabber - Vereinigtes Königreich - 2021: für die Single Praying - 2024: für die Single Your Love Is My Drug - 2025: für die Single Take It Off | - Australien - 2010: für die Single My First Kiss - 2018: für die Single C’mon - 2018: für die Single Crazy Kids - 2019: für die Single This Is Me - Belgien - 2011: für die Single Tik Tok - Dänemark - 2012: für die Single Right Round - Deutschland - 2013: für die Single Right Round - Italien - 2013: für die Single Die Young - 2023: für die Single Right Round - Japan - 2014: für die Single Tik Tok (Digital) - Kanada - 2010: für die Single My First Kiss - 2010: für den Ringtone Tik Tok - 2012: für die Single Die Young - 2018: für die Single Good Old Days - Mexiko - 2014: für die Single Die Young - 2015: für die Single Tik Tok - Neuseeland - 2011: für die Single We R Who We R - Österreich - 2010: für die Single Tik Tok - 2015: für die Single Timber - Schweden - 2011: für die Single Tik Tok - 2011: für die Single We R Who We R - 2013: für die Single Die Young - 2013: für die Single Timber - Schweiz - 2010: für die Single Tik Tok - 2013: für die Single Right Round - 2014: für die Single Timber - Spanien - 2010: für die Single Tik Tok - Vereinigte Staaten - 2018: für die Single C’mon - 2018: für die Single Crazy Kids - 2024: für das Album Rainbow - 2024: für das Album Warrior - 2024: für die Single Cannibal - 2024: für die Single Woman - Vereinigtes Königreich - 2017: für die Single Right Round - 2021: für die Single Die Young - 2022: für das Album Animal - 2023: für die Single We R Who We R - Australien - 2011: für das Album Animal - 2012: für die Autorenbeteiligung Till the World Ends (Britney Spears) - 2018: für die Single Blah Blah Blah - 2018: für die Single Blow - Dänemark - 2013: für das Streaming Die Young - 2025: für die Single Tik Tok - Italien - 2010: für die Single Tik Tok - Kanada - 2010: für die Single Blah Blah Blah - 2011: für das Album Animal - Mexiko - 2016: für die Single Timber - Neuseeland - 2013: für die Single Right Round - 2016: für die Single Die Young - 2021: für das Album Animal - 2023: für die Single Praying - Spanien - 2014: für das Streaming Timber - Vereinigte Staaten - 2024: für das Album Cannibal | - Australien - 2010: für die Single Right Round - 2018: für die Single Take It Off - 2020: für die Single Your Love Is My Drug - Deutschland - 2023: für die Single Tik Tok - Italien - 2014: für die Single Timber - Neuseeland - 2023: für die Single Good Old Days - Schweden - 2012: für die Autorenbeteiligung Till the World Ends (Britney Spears) - Spanien - 2025: für die Single Timber - Vereinigte Staaten - 2023: für die Single Good Old Days - 2024: für die Single Blah Blah Blah - Vereinigtes Königreich - 2024: für die Single Tik Tok - Australien - 2020: für die Single Praying - 2020: für die Single Good Old Days - Dänemark - 2014: für das Streaming Timber - Kanada - 2019: für die Single Praying - Vereinigte Staaten - 2023: für die Autorenbeteiligung Till the World Ends (Britney Spears) - 2024: für die Single Take It Off - 2024: für das Album Animal - Vereinigtes Königreich - 2024: für die Single Timber - Australien - 2018: für die Single We R Who We R - 2020: für die Single Die Young - Neuseeland - 2024: für die Single Tik Tok - 2024: für die Single Timber - Vereinigte Staaten - 2024: für die Single Your Love Is My Drug - 2024: für die Single Praying - 2024: für die Single Blow - Vereinigte Staaten - 2024: für die Single We R Who We R - 2024: für die Single Die Young - Australien - 2017: für die Single Timber - Kanada - 2010: für die Single Tik Tok - 2014: für die Single Timber - Kanada - 2024: für die Single Right Round - Vereinigte Staaten - 2024: für die Single Right Round - Australien - 2020: für die Single Tik Tok - Vereinigte Staaten - 2024: für die Single Tik Tok - Norwegen - 2014: für die Single Timber - Deutschland - 2022: für die Single Timber - Vereinigte Staaten - 2022: für die Single Timber |

## Auszeichnungen nach Alben

### Animal
| Land/Region                  | Auszeichnungen für Musikverkäufe (Land/Region, Auszeichnung, Verkäufe) | Verkäufe  |
| ---------------------------- | ---------------------------------------------------------------------- | --------- |
| Australien (ARIA)            | 2× Platin                                                              | 140.000   |
| Dänemark (IFPI)              | Gold                                                                   | 10.000    |
| Deutschland (BVMI)           | Gold                                                                   | 100.000   |
| Frankreich (SNEP)            | Gold                                                                   | 50.000    |
| Irland (IRMA)                | Gold                                                                   | 7.500     |
| Italien (FIMI)               | Gold                                                                   | 25.000    |
| Japan (RIAJ)                 | Gold                                                                   | 100.000   |
| Kanada (MC)                  | 2× Platin                                                              | 160.000   |
| Neuseeland (RMNZ)            | 2× Platin                                                              | 30.000    |
| Österreich (IFPI)            | Gold                                                                   | 10.000    |
| Polen (ZPAV)                 | Gold                                                                   | 10.000    |
| Vereinigte Staaten (RIAA)    | 4× Platin                                                              | 4.000.000 |
| Vereinigtes Königreich (BPI) | Platin                                                                 | 300.000   |
| Insgesamt                    | 8× Gold · 11× Platin ·                                                 | 4.942.500 |

### Cannibal
| Land/Region               | Auszeichnungen für Musikverkäufe (Land/Region, Auszeichnung, Verkäufe) | Verkäufe  |
| ------------------------- | ---------------------------------------------------------------------- | --------- |
| Vereinigte Staaten (RIAA) | 2× Platin                                                              | 2.000.000 |
| Insgesamt                 | 2× Platin ·                                                            | 2.000.000 |

### I Am the Dance Commander +I Command You to Dance: The Remix Album
| Land/Region               | Auszeichnungen für Musikverkäufe (Land/Region, Auszeichnung, Verkäufe) | Verkäufe |
| ------------------------- | ---------------------------------------------------------------------- | -------- |
| Vereinigte Staaten (RIAA) | —                                                                      | 118.000  |
| Insgesamt                 | —                                                                      | 118.000  |

### Warrior
| Land/Region               | Auszeichnungen für Musikverkäufe (Land/Region, Auszeichnung, Verkäufe) | Verkäufe  |
| ------------------------- | ---------------------------------------------------------------------- | --------- |
| Neuseeland (RMNZ)         | Gold                                                                   | 7.500     |
| Vereinigte Staaten (RIAA) | Platin                                                                 | 1.000.000 |
| Insgesamt                 | 1× Gold · 1× Platin ·                                                  | 1.007.500 |

### Rainbow
| Land/Region               | Auszeichnungen für Musikverkäufe (Land/Region, Auszeichnung, Verkäufe) | Verkäufe  |
| ------------------------- | ---------------------------------------------------------------------- | --------- |
| Kanada (MC)               | Gold                                                                   | 40.000    |
| Neuseeland (RMNZ)         | Gold                                                                   | 7.500     |
| Vereinigte Staaten (RIAA) | Platin                                                                 | 1.000.000 |
| Insgesamt                 | 2× Gold · 1× Platin ·                                                  | 1.047.500 |

## Auszeichnungen nach Singles

### Right Round
| Land/Region                  | Auszeichnungen für Musikverkäufe (Land/Region, Auszeichnung, Verkäufe) | Verkäufe   |
| ---------------------------- | ---------------------------------------------------------------------- | ---------- |
| Australien (ARIA)            | 3× Platin                                                              | 210.000    |
| Dänemark (IFPI)              | Platin                                                                 | 30.000     |
| Deutschland (BVMI)           | Platin                                                                 | 300.000    |
| Finnland (IFPI)              | Gold                                                                   | 5.552      |
| Italien (FIMI)               | Platin                                                                 | 100.000    |
| Japan (RIAJ)                 | Gold                                                                   | 100.000    |
| Kanada (MC)                  | 8× Platin                                                              | 640.000    |
| Neuseeland (RMNZ)            | 2× Platin                                                              | 30.000     |
| Österreich (IFPI)            | Gold                                                                   | 15.000     |
| Schweiz (IFPI)               | Platin                                                                 | 30.000     |
| Spanien (Promusicae)         | Gold                                                                   | 20.000     |
| Südkorea (KMCA)              | —                                                                      | 115.295    |
| Vereinigte Staaten (RIAA)    | 8× Platin (Single) · + Gold (Mastertone)                               | 8.500.000  |
| Vereinigtes Königreich (BPI) | Platin                                                                 | 600.000    |
| Insgesamt                    | 5× Gold · 26× Platin ·                                                 | 10.695.847 |

### Backstabber
| Land/Region               | Auszeichnungen für Musikverkäufe (Land/Region, Auszeichnung, Verkäufe) | Verkäufe |
| ------------------------- | ---------------------------------------------------------------------- | -------- |
| Vereinigte Staaten (RIAA) | Gold                                                                   | 500.000  |
| Insgesamt                 | 1× Gold ·                                                              | 500.000  |

### Tik Tok
| Land/Region                  | Auszeichnungen für Musikverkäufe (Land/Region, Auszeichnung, Verkäufe) | Verkäufe   |
| ---------------------------- | ---------------------------------------------------------------------- | ---------- |
| Australien (ARIA)            | 9× Platin                                                              | 630.000    |
| Belgien (BRMA)               | Platin                                                                 | 30.000     |
| Dänemark (IFPI)              | 2× Platin                                                              | 180.000    |
| Deutschland (BVMI)           | 3× Platin                                                              | 900.000    |
| Finnland (IFPI)              | Gold                                                                   | 5.910      |
| Frankreich (SNEP)            | Gold                                                                   | 178.900    |
| Italien (FIMI)               | 2× Platin                                                              | 60.000     |
| Japan (RIAJ)                 | Platin (Digital) · + Gold (Mobile Downloads)                           | 300.000    |
| Kanada (MC)                  | 7× Platin · + Platin (Ringtone)                                        | 320.000    |
| Mexiko (AMPROFON)            | Platin                                                                 | 60.000     |
| Neuseeland (RMNZ)            | 5× Platin                                                              | 150.000    |
| Österreich (IFPI)            | Platin                                                                 | 30.000     |
| Schweden (IFPI)              | Platin                                                                 | 40.000     |
| Schweiz (IFPI)               | Platin                                                                 | 30.000     |
| Spanien (Promusicae)         | Platin                                                                 | 40.000     |
| Südkorea (KMCA)              | —                                                                      | 1.412.653  |
| Vereinigte Staaten (RIAA)    | Diamant + 2× Platin                                                    | 12.000.000 |
| Vereinigtes Königreich (BPI) | 3× Platin                                                              | 1.800.000  |
| Insgesamt                    | 3× Gold · 41× Platin · 1× Diamant ·                                    | 18.167.463 |

### Blah Blah Blah
| Land/Region                  | Auszeichnungen für Musikverkäufe (Land/Region, Auszeichnung, Verkäufe) | Verkäufe  |
| ---------------------------- | ---------------------------------------------------------------------- | --------- |
| Australien (ARIA)            | 2× Platin                                                              | 140.000   |
| Kanada (MC)                  | 2× Platin                                                              | 80.000    |
| Neuseeland (RMNZ)            | Gold                                                                   | 7.500     |
| Schweden (IFPI)              | Gold                                                                   | 20.000    |
| Südkorea (KMCA)              | —                                                                      | 585.536   |
| Vereinigte Staaten (RIAA)    | 3× Platin                                                              | 3.000.000 |
| Vereinigtes Königreich (BPI) | Silber                                                                 | 200.000   |
| Insgesamt                    | 1× Silber · 2× Gold · 7× Platin ·                                      | 4.033.036 |

### Dirty Picture
| Land/Region                  | Auszeichnungen für Musikverkäufe (Land/Region, Auszeichnung, Verkäufe) | Verkäufe |
| ---------------------------- | ---------------------------------------------------------------------- | -------- |
| Australien (ARIA)            | Gold                                                                   | 35.000   |
| Neuseeland (RMNZ)            | Gold                                                                   | 7.500    |
| Vereinigtes Königreich (BPI) | Silber                                                                 | 200.000  |
| Insgesamt                    | 1× Silber · 2× Gold ·                                                  | 242.500  |

### My First Kiss
| Land/Region                  | Auszeichnungen für Musikverkäufe (Land/Region, Auszeichnung, Verkäufe) | Verkäufe  |
| ---------------------------- | ---------------------------------------------------------------------- | --------- |
| Australien (ARIA)            | Platin                                                                 | 70.000    |
| Kanada (MC)                  | Platin                                                                 | 80.000    |
| Südkorea (KMCA)              | —                                                                      | 255.236   |
| Vereinigte Staaten (RIAA)    | Gold                                                                   | 1.800.000 |
| Vereinigtes Königreich (BPI) | Silber                                                                 | 200.000   |
| Insgesamt                    | 1× Silber · 1× Gold · 2× Platin ·                                      | 2.205.236 |

### Your Love Is My Drug
| Land/Region                  | Auszeichnungen für Musikverkäufe (Land/Region, Auszeichnung, Verkäufe) | Verkäufe  |
| ---------------------------- | ---------------------------------------------------------------------- | --------- |
| Australien (ARIA)            | 3× Platin                                                              | 210.000   |
| Neuseeland (RMNZ)            | Gold                                                                   | 7.500     |
| Schweden (IFPI)              | Gold                                                                   | 20.000    |
| Südkorea (KMCA)              | —                                                                      | 193.471   |
| Vereinigte Staaten (RIAA)    | 5× Platin                                                              | 5.000.000 |
| Vereinigtes Königreich (BPI) | Gold                                                                   | 400.000   |
| Insgesamt                    | 3× Gold · 8× Platin ·                                                  | 5.830.971 |

### Take It Off
| Land/Region                  | Auszeichnungen für Musikverkäufe (Land/Region, Auszeichnung, Verkäufe) | Verkäufe  |
| ---------------------------- | ---------------------------------------------------------------------- | --------- |
| Australien (ARIA)            | 3× Platin                                                              | 210.000   |
| Neuseeland (RMNZ)            | Gold                                                                   | 7.500     |
| Schweden (IFPI)              | Gold                                                                   | 20.000    |
| Südkorea (KMCA)              | —                                                                      | 89.847    |
| Vereinigte Staaten (RIAA)    | 4× Platin                                                              | 4.000.000 |
| Vereinigtes Königreich (BPI) | Gold                                                                   | 400.000   |
| Insgesamt                    | 3× Gold · 7× Platin ·                                                  | 4.727.347 |

### We R Who We R
| Land/Region                  | Auszeichnungen für Musikverkäufe (Land/Region, Auszeichnung, Verkäufe) | Verkäufe  |
| ---------------------------- | ---------------------------------------------------------------------- | --------- |
| Australien (ARIA)            | 5× Platin                                                              | 350.000   |
| Deutschland (BVMI)           | Gold                                                                   | 150.000   |
| Italien (FIMI)               | Gold                                                                   | 15.000    |
| Mexiko (AMPROFON)            | Gold                                                                   | 30.000    |
| Neuseeland (RMNZ)            | Platin                                                                 | 15.000    |
| Schweden (IFPI)              | Platin                                                                 | 40.000    |
| Südkorea (KMCA)              | —                                                                      | 269.601   |
| Vereinigte Staaten (RIAA)    | 6× Platin                                                              | 6.000.000 |
| Vereinigtes Königreich (BPI) | Platin                                                                 | 600.000   |
| Insgesamt                    | 3× Gold · 14× Platin ·                                                 | 7.469.601 |

### Cannibal
| Land/Region               | Auszeichnungen für Musikverkäufe (Land/Region, Auszeichnung, Verkäufe) | Verkäufe  |
| ------------------------- | ---------------------------------------------------------------------- | --------- |
| Vereinigte Staaten (RIAA) | Platin                                                                 | 1.000.000 |
| Insgesamt                 | 1× Platin ·                                                            | 1.000.000 |

### Sleazy
| Land/Region               | Auszeichnungen für Musikverkäufe (Land/Region, Auszeichnung, Verkäufe) | Verkäufe |
| ------------------------- | ---------------------------------------------------------------------- | -------- |
| Vereinigte Staaten (RIAA) | Gold                                                                   | 500.000  |
| Insgesamt                 | 1× Gold ·                                                              | 500.000  |

### Blow
| Land/Region                  | Auszeichnungen für Musikverkäufe (Land/Region, Auszeichnung, Verkäufe) | Verkäufe  |
| ---------------------------- | ---------------------------------------------------------------------- | --------- |
| Australien (ARIA)            | 2× Platin                                                              | 140.000   |
| Neuseeland (RMNZ)            | Gold                                                                   | 7.500     |
| Vereinigte Staaten (RIAA)    | 5× Platin                                                              | 5.000.000 |
| Vereinigtes Königreich (BPI) | Silber                                                                 | 200.000   |
| Insgesamt                    | 1× Silber · 1× Gold · 7× Platin ·                                      | 5.347.500 |

### Animal
| Land/Region               | Auszeichnungen für Musikverkäufe (Land/Region, Auszeichnung, Verkäufe) | Verkäufe |
| ------------------------- | ---------------------------------------------------------------------- | -------- |
| Vereinigte Staaten (RIAA) | Gold                                                                   | 500.000  |
| Insgesamt                 | 1× Gold ·                                                              | 500.000  |

### Die Young
| Land/Region                  | Auszeichnungen für Musikverkäufe (Land/Region, Auszeichnung, Verkäufe) | Verkäufe  |
| ---------------------------- | ---------------------------------------------------------------------- | --------- |
| Australien (ARIA)            | 5× Platin                                                              | 350.000   |
| Deutschland (BVMI)           | Gold                                                                   | 150.000   |
| Italien (FIMI)               | Platin                                                                 | 30.000    |
| Kanada (MC)                  | Platin                                                                 | 80.000    |
| Mexiko (AMPROFON)            | Platin                                                                 | 60.000    |
| Neuseeland (RMNZ)            | 2× Platin                                                              | 30.000    |
| Schweden (IFPI)              | Platin                                                                 | 40.000    |
| Spanien (Promusicae)         | Gold                                                                   | 30.000    |
| Vereinigte Staaten (RIAA)    | 6× Platin                                                              | 6.000.000 |
| Vereinigtes Königreich (BPI) | Platin                                                                 | 600.000   |
| Insgesamt                    | 2× Gold · 18× Platin ·                                                 | 7.370.000 |

### C’mon
| Land/Region               | Auszeichnungen für Musikverkäufe (Land/Region, Auszeichnung, Verkäufe) | Verkäufe  |
| ------------------------- | ---------------------------------------------------------------------- | --------- |
| Australien (ARIA)         | Platin                                                                 | 70.000    |
| Neuseeland (RMNZ)         | Gold                                                                   | 7.500     |
| Vereinigte Staaten (RIAA) | Platin                                                                 | 1.000.000 |
| Insgesamt                 | 1× Gold · 2× Platin ·                                                  | 1.077.500 |

### Crazy Kids
| Land/Region               | Auszeichnungen für Musikverkäufe (Land/Region, Auszeichnung, Verkäufe) | Verkäufe  |
| ------------------------- | ---------------------------------------------------------------------- | --------- |
| Australien (ARIA)         | Platin                                                                 | 70.000    |
| Vereinigte Staaten (RIAA) | Platin                                                                 | 1.000.000 |
| Insgesamt                 | 2× Platin ·                                                            | 1.070.000 |

### True Colors
| Land/Region               | Auszeichnungen für Musikverkäufe (Land/Region, Auszeichnung, Verkäufe) | Verkäufe |
| ------------------------- | ---------------------------------------------------------------------- | -------- |
| Vereinigte Staaten (RIAA) | —                                                                      | 52.000   |
| Insgesamt                 | —                                                                      | 52.000   |

### Timber
| Land/Region                  | Auszeichnungen für Musikverkäufe (Land/Region, Auszeichnung, Verkäufe) | Verkäufe   |
| ---------------------------- | ---------------------------------------------------------------------- | ---------- |
| Australien (ARIA)            | 7× Platin                                                              | 490.000    |
| Belgien (BRMA)               | Gold                                                                   | 15.000     |
| Dänemark (IFPI)              | Gold                                                                   | 15.000     |
| Frankreich (SNEP)            | Gold                                                                   | 66.666     |
| Deutschland (BVMI)           | Diamant                                                                | 1.000.000  |
| Italien (FIMI)               | 3× Platin                                                              | 90.000     |
| Japan (RIAJ)                 | Gold                                                                   | 100.000    |
| Kanada (MC)                  | 7× Platin                                                              | 560.000    |
| Mexiko (AMPROFON)            | 2× Platin                                                              | 120.000    |
| Neuseeland (RMNZ)            | 5× Platin                                                              | 150.000    |
| Norwegen (IFPI)              | 15× Platin                                                             | 150.000    |
| Österreich (IFPI)            | Platin                                                                 | 30.000     |
| Schweden (IFPI)              | Platin                                                                 | 40.000     |
| Schweiz (IFPI)               | Platin                                                                 | 30.000     |
| Spanien (Promusicae)         | 3× Platin                                                              | 180.000    |
| Vereinigte Staaten (RIAA)    | Diamant                                                                | 10.000.000 |
| Vereinigtes Königreich (BPI) | 4× Platin                                                              | 2.400.000  |
| Insgesamt                    | 4× Gold · 49× Platin · 2× Diamant ·                                    | 15.436.666 |

### Praying
| Land/Region                  | Auszeichnungen für Musikverkäufe (Land/Region, Auszeichnung, Verkäufe) | Verkäufe  |
| ---------------------------- | ---------------------------------------------------------------------- | --------- |
| Australien (ARIA)            | 4× Platin                                                              | 280.000   |
| Kanada (MC)                  | 4× Platin                                                              | 320.000   |
| Neuseeland (RMNZ)            | 2× Platin                                                              | 60.000    |
| Vereinigte Staaten (RIAA)    | 5× Platin                                                              | 5.000.000 |
| Vereinigtes Königreich (BPI) | Gold                                                                   | 400.000   |
| Insgesamt                    | 1× Gold · 15× Platin ·                                                 | 6.030.000 |

### Learn to Let Go
| Land/Region               | Auszeichnungen für Musikverkäufe (Land/Region, Auszeichnung, Verkäufe) | Verkäufe |
| ------------------------- | ---------------------------------------------------------------------- | -------- |
| Vereinigte Staaten (RIAA) | Gold                                                                   | 500.000  |
| Insgesamt                 | 1× Gold ·                                                              | 500.000  |

### Good Old Days
| Land/Region                  | Auszeichnungen für Musikverkäufe (Land/Region, Auszeichnung, Verkäufe) | Verkäufe  |
| ---------------------------- | ---------------------------------------------------------------------- | --------- |
| Australien (ARIA)            | 4× Platin                                                              | 280.000   |
| Frankreich (SNEP)            | Gold                                                                   | 100.000   |
| Italien (FIMI)               | Gold                                                                   | 25.000    |
| Kanada (MC)                  | Platin                                                                 | 80.000    |
| Neuseeland (RMNZ)            | 3× Platin                                                              | 90.000    |
| Niederlande (NVPI)           | Gold                                                                   | 40.000    |
| Vereinigte Staaten (RIAA)    | 3× Platin                                                              | 3.000.000 |
| Vereinigtes Königreich (BPI) | Silber                                                                 | 200.000   |
| Insgesamt                    | 1× Silber · 3× Gold · 11× Platin ·                                     | 3.815.000 |

### This Is Me
| Land/Region       | Auszeichnungen für Musikverkäufe (Land/Region, Auszeichnung, Verkäufe) | Verkäufe |
| ----------------- | ---------------------------------------------------------------------- | -------- |
| Australien (ARIA) | Platin                                                                 | 70.000   |
| Insgesamt         | 1× Platin ·                                                            | 70.000   |

### Woman
| Land/Region               | Auszeichnungen für Musikverkäufe (Land/Region, Auszeichnung, Verkäufe) | Verkäufe  |
| ------------------------- | ---------------------------------------------------------------------- | --------- |
| Vereinigte Staaten (RIAA) | Platin                                                                 | 1.000.000 |
| Insgesamt                 | 1× Platin ·                                                            | 1.000.000 |

### Body Talks
| Land/Region     | Auszeichnungen für Musikverkäufe (Land/Region, Auszeichnung, Verkäufe) | Verkäufe |
| --------------- | ---------------------------------------------------------------------- | -------- |
| Brasilien (PMB) | Gold                                                                   | 20.000   |
| Insgesamt       | 1× Gold ·                                                              | 20.000   |

### Raising Hell
| Land/Region               | Auszeichnungen für Musikverkäufe (Land/Region, Auszeichnung, Verkäufe) | Verkäufe |
| ------------------------- | ---------------------------------------------------------------------- | -------- |
| Vereinigte Staaten (RIAA) | Gold                                                                   | 500.000  |
| Insgesamt                 | 1× Gold ·                                                              | 500.000  |

## Auszeichnungen nach Liedern

### CUNext Tuesday
| Land/Region     | Auszeichnungen für Musikverkäufe (Land/Region, Auszeichnung, Verkäufe) | Verkäufe |
| --------------- | ---------------------------------------------------------------------- | -------- |
| Südkorea (KMCA) | —                                                                      | 237.824  |
| Insgesamt       | —                                                                      | 237.824  |

### Dinosaur
| Land/Region               | Auszeichnungen für Musikverkäufe (Land/Region, Auszeichnung, Verkäufe) | Verkäufe |
| ------------------------- | ---------------------------------------------------------------------- | -------- |
| Vereinigte Staaten (RIAA) | Gold                                                                   | 500.000  |
| Insgesamt                 | 1× Gold ·                                                              | 500.000  |

### Kiss N Tell
| Land/Region               | Auszeichnungen für Musikverkäufe (Land/Region, Auszeichnung, Verkäufe) | Verkäufe |
| ------------------------- | ---------------------------------------------------------------------- | -------- |
| Vereinigte Staaten (RIAA) | Gold                                                                   | 500.000  |
| Insgesamt                 | 1× Gold ·                                                              | 500.000  |

### Grow a Pear
| Land/Region               | Auszeichnungen für Musikverkäufe (Land/Region, Auszeichnung, Verkäufe) | Verkäufe |
| ------------------------- | ---------------------------------------------------------------------- | -------- |
| Vereinigte Staaten (RIAA) | Gold                                                                   | 500.000  |
| Insgesamt                 | 1× Gold ·                                                              | 500.000  |

## Auszeichnungen nach Autorenbeteiligungen und Produktionen

### This Love (The Veronicas)
| Land/Region       | Auszeichnungen für Musikverkäufe (Land/Region, Auszeichnung, Verkäufe) | Verkäufe |
| ----------------- | ---------------------------------------------------------------------- | -------- |
| Australien (ARIA) | Gold                                                                   | 35.000   |
| Insgesamt         | 1× Gold ·                                                              | 35.000   |

### Till the World Ends(Britney Spears)
| Land/Region                  | Auszeichnungen für Musikverkäufe (Land/Region, Auszeichnung, Verkäufe) | Verkäufe  |
| ---------------------------- | ---------------------------------------------------------------------- | --------- |
| Australien (ARIA)            | 2× Platin                                                              | 140.000   |
| Belgien (BRMA)               | Gold                                                                   | 15.000    |
| Dänemark (IFPI)              | Gold                                                                   | 15.000    |
| Frankreich (SNEP)            | —                                                                      | 104.800   |
| Italien (FIMI)               | Gold                                                                   | 15.000    |
| Mexiko (AMPROFON)            | Gold                                                                   | 30.000    |
| Neuseeland (RMNZ)            | Gold                                                                   | 7.500     |
| Schweden (IFPI)              | 3× Platin                                                              | 120.000   |
| Schweiz (IFPI)               | Gold                                                                   | 15.000    |
| Vereinigte Staaten (RIAA)    | 4× Platin                                                              | 4.000.000 |
| Vereinigtes Königreich (BPI) | Silber                                                                 | 200.000   |
| Insgesamt                    | 1× Silber · 6× Gold · 9× Platin ·                                      | 4.662.300 |

## Auszeichnungen nach Musikstreamings

### Die Young
| Land/Region     | Auszeichnungen für Musikverkäufe (Land/Region, Auszeichnung, Verkäufe) | Verkäufe  |
| --------------- | ---------------------------------------------------------------------- | --------- |
| Dänemark (IFPI) | 2× Platin                                                              | 3.600.000 |
| Insgesamt       | 2× Platin ·                                                            | 3.600.000 |

### Timber
| Land/Region          | Auszeichnungen für Musikverkäufe (Land/Region, Auszeichnung, Verkäufe) | Verkäufe   |
| -------------------- | ---------------------------------------------------------------------- | ---------- |
| Dänemark (IFPI)      | 4× Platin                                                              | 10.400.000 |
| Japan (RIAJ)         | Gold                                                                   | 50.000.000 |
| Spanien (Promusicae) | 2× Platin                                                              | 16.000.000 |
| Insgesamt            | 1× Gold · 6× Platin ·                                                  | 76.400.000 |

## Statistik und Quellen
| Land/RegionAuszeichnungen für Musikverkäufe (Land/Region, Auszeichnungen, Verkäufe, Quellen) | Silber     | Gold       | Platin         | Diamant     | Verkäufe   | Quellen                               |
| -------------------------------------------------------------------------------------------- | ---------- | ---------- | -------------- | ----------- | ---------- | ------------------------------------- |
| Australien (ARIA)                                                                            | —          | 2× Gold2   | 55× Platin55   | —           | 3.920.000  | aria.com.au                           |
| Belgien (BRMA)                                                                               | —          | 2× Gold2   | Platin1        | —           | 60.000     | ultratop.be                           |
| Brasilien (PMB)                                                                              | —          | Gold1      | —              | —           | 20.000     | pro-musicabr.org.br                   |
| Dänemark (IFPI)                                                                              | —          | 3× Gold3   | 9× Platin9     | —           | 250.000    | ifpi.dk                               |
| Deutschland (BVMI)                                                                           | —          | 3× Gold3   | 4× Platin4     | Diamant1    | 2.590.000  | musikindustrie.de                     |
| Finnland (IFPI)                                                                              | —          | 2× Gold2   | —              | —           | 11.462     | ifpi.fi FI2                           |
| Frankreich (SNEP)                                                                            | —          | 4× Gold4   | —              | —           | 410.200    | infodisc.fr snepmusique.com           |
| Irland (IRMA)                                                                                | —          | Gold1      | —              | —           | 7.500      | irishcharts.ie                        |
| Italien (FIMI)                                                                               | —          | 4× Gold4   | 7× Platin7     | —           | 360.000    | fimi.it                               |
| Japan (RIAJ)                                                                                 | —          | 5× Gold5   | Platin1        | —           | 600.000    | riaj.or.jp JP2                        |
| Kanada (MC)                                                                                  | —          | Gold1      | 34× Platin34   | —           | 2.320.000  | musiccanada.com                       |
| Mexiko (AMPROFON)                                                                            | —          | 2× Gold2   | 4× Platin4     | —           | 300.000    | amprofon.com.mx                       |
| Neuseeland (RMNZ)                                                                            | —          | 9× Gold9   | 22× Platin22   | —           | 622.500    | aotearoamusiccharts.co.nz NZ2 NZ3 NZ4 |
| Niederlande (NVPI)                                                                           | —          | Gold1      | —              | —           | 40.000     | nvpi.nl                               |
| Norwegen (IFPI)                                                                              | —          | —          | 15× Platin15   | —           | 150.000    | ifpi.no                               |
| Österreich (IFPI)                                                                            | —          | 2× Gold2   | 2× Platin2     | —           | 85.000     | ifpi.at AT2                           |
| Polen (ZPAV)                                                                                 | —          | Gold1      | —              | —           | 10.000     | olis.pl                               |
| Schweden (IFPI)                                                                              | —          | 3× Gold3   | 7× Platin7     | —           | 340.000    | sverigetopplistan.se                  |
| Schweiz (IFPI)                                                                               | —          | Gold1      | 3× Platin3     | —           | 105.000    | hitparade.ch                          |
| Spanien (Promusicae)                                                                         | —          | 2× Gold2   | 6× Platin6     | —           | 270.000    | elportaldemusica.es ES2               |
| Südkorea (KMCA)                                                                              | —          | —          | —              | —           | 2.804.487  | Einzelnachweise                       |
| Vereinigte Staaten (RIAA)                                                                    | —          | 10× Gold10 | 65× Platin65   | 2× Diamant2 | 89.470.000 | riaa.com                              |
| Vereinigtes Königreich (BPI)                                                                 | 6× Silber6 | 3× Gold3   | 11× Platin11   | —           | 8.700.000  | bpi.co.uk                             |
| Insgesamt                                                                                    | 6× Silber6 | 62× Gold62 | 246× Platin246 | 3× Diamant3 |            |                                       |